# Килеватые ящерицы
Килеватые ящерицы (лат. Algyroides) — род пресмыкающихся из семейства настоящие ящерицы.

## Описание
Ящерицы небольших размеров с длиной тела 4,5—7 см во взрослом возрасте. Самцы как правило больше самок. От всех близких родов отличаются очень крупными чешуйками на спине, имеющими косые рёбрышки, а также строением гемипенисов. Межчелюстной щиток отделён от лобноносового. Задненосовых щитков обычно 2, реже 1 (особенно у пелопоннесской килеватой ящерицы). Вокруг середины тела 13—28 рядов чешуй. Воротник зазубренный. Брюшные чешуйки расположены в шесть продольных рядов. Преанальный щиток крупный, граничит с одним, реже двумя, более мелкими щитками полукруглой формы. Верх тела от коричневого до бронзово-коричневого. По бокам проходит тёмная полоса, хорошо выраженная у A. hidalgoi и большинства пелопоннесских килеватых ящериц, но слабо заметная или отсутствующая у двух других видов. Самцы обычно с более выраженным рисункам на спине. Низ тела беловатый, красный, оранжевый или жёлтый. У самцов синегорлой килеватой ящерицы горло синее (у подвида A. n. kephallithacius вне брачного сезона зелёное), а у самцов A. hidalgoi — белое.

### Генетика
Диплоидный набор хромосом состоит из 18 пар макрохромосом и одной пары микрохромосом. Определение пола происходит по ZW-типу.

## Распространение
Представители рода встречаются на территории Словении, Хорватии, Боснии и Герцеговины, Албании, Черногории, частично признанной Республики Косово, Северной Македонии, Греции, Испании, Италии, а также на острове Корсика.

## Образ жизни
Обитают в полузатенённых лесах с обильной подстилкой. Встречаются также на обезлесенных территориях, а на острове Керкира синегорлая килеватая ящерица многочисленна в окрестностях человеческих поселений. Во время спаривания самцы кусают самок за бока. Кладки состоят из 2—6 (обычно 2—4) яиц.

## Виды
Включает 4 вида:
- Algyroides fitzingeri (Wiegmann, 1824)) — сардинская килеватая ящерица
- Algyroides hidalgoi Bosca, 1916
- Algyroides moreoticus Bibron & Bory, 1833 — пелопоннесская килеватая ящерицаtypus
- Algyroides nigropunctatus (Duméril & Bibron, 1839) — синегорлая килеватая ящерица